# CONSUR Women’s Sevens 2008
CONSUR Women’s Sevens 2008 – czwarte mistrzostwa strefy CONSUR w rugby 7 kobiet, oficjalne międzynarodowe zawody rugby 7 o randze mistrzostw kontynentu organizowane przez Confederación Sudamericana de Rugby mające na celu wyłonienie najlepszej żeńskiej reprezentacji narodowej w tej dyscyplinie sportu w strefie CONSUR, które odbyły się wraz z turniejem męskim w argentyńskim mieście Punta del Este w dniach 18–19 stycznia 2008 roku. Turniej służył również jako kwalifikacja do Pucharu Świata 2009.

## Informacje ogólne
W rozegranym na Estadio Domingo Burgueño Miguel w Punta del Este turnieju wzięło udział osiem reprezentacji podzielonych na dwie czterozespołowe grupy, a stawką prócz medali tej imprezy było również jedno miejsce w turnieju finałowym Pucharu Świata 2009. W pierwszym dniu rywalizowały one w ramach grup systemem kołowym, po czym w drugim dniu nastąpiła faza pucharowa – dwie czołowe drużyny z każdej grupy walczyły o medale, pozostałe zaś w turnieju Plate.
W turnieju ponownie zwyciężyły Brazylijki, a najlepszą zawodniczką zawodów została wybrana Paula Harumi.

## Faza grupowa

### Grupa A
| 18 stycznia 200814:00 | Brazylia | 38:0 | Chile | Estadio Domingo Burgueño Miguel, Punta del Este |
| 18 stycznia 200814:00 |          | 38:0 |       | Estadio Domingo Burgueño Miguel, Punta del Este |

| 18 stycznia 200815:40 | Argentyna | 32:6 | Paragwaj | Estadio Domingo Burgueño Miguel, Punta del Este |
| 18 stycznia 200815:40 |           | 32:6 |          | Estadio Domingo Burgueño Miguel, Punta del Este |

| 18 stycznia 200817:20 | Brazylia | 62:0 | Paragwaj | Estadio Domingo Burgueño Miguel, Punta del Este |
| 18 stycznia 200817:20 |          | 62:0 |          | Estadio Domingo Burgueño Miguel, Punta del Este |

| 18 stycznia 200819:00 | Argentyna | 5:5 | Chile | Estadio Domingo Burgueño Miguel, Punta del Este |
| 18 stycznia 200819:00 |           | 5:5 |       | Estadio Domingo Burgueño Miguel, Punta del Este |

| 18 stycznia 200820:40 | Chile | 17:0 | Paragwaj | Estadio Domingo Burgueño Miguel, Punta del Este |
| 18 stycznia 200820:40 |       | 17:0 |          | Estadio Domingo Burgueño Miguel, Punta del Este |

| 18 stycznia 200822:20 | Brazylia | 19:0 | Argentyna | Estadio Domingo Burgueño Miguel, Punta del Este |
| 18 stycznia 200822:20 |          | 19:0 |           | Estadio Domingo Burgueño Miguel, Punta del Este |

### Grupa B
| 18 stycznia 200814:50 | Kolumbia | 10:12 | Urugwaj | Estadio Domingo Burgueño Miguel, Punta del Este |
| 18 stycznia 200814:50 |          | 10:12 |         | Estadio Domingo Burgueño Miguel, Punta del Este |

| 18 stycznia 200816:30 | Wenezuela | 34:0 | Peru | Estadio Domingo Burgueño Miguel, Punta del Este |
| 18 stycznia 200816:30 |           | 34:0 |      | Estadio Domingo Burgueño Miguel, Punta del Este |

| 18 stycznia 200818:10 | Kolumbia | 22:0 | Peru | Estadio Domingo Burgueño Miguel, Punta del Este |
| 18 stycznia 200818:10 |          | 22:0 |      | Estadio Domingo Burgueño Miguel, Punta del Este |

| 18 stycznia 200819:50 | Wenezuela | 0:17 | Urugwaj | Estadio Domingo Burgueño Miguel, Punta del Este |
| 18 stycznia 200819:50 |           | 0:17 |         | Estadio Domingo Burgueño Miguel, Punta del Este |

| 18 stycznia 200821:30 | Urugwaj | 22:5 | Peru | Estadio Domingo Burgueño Miguel, Punta del Este |
| 18 stycznia 200821:30 |         | 22:5 |      | Estadio Domingo Burgueño Miguel, Punta del Este |

| 18 stycznia 200823:10 | Kolumbia | 10:24 | Wenezuela | Estadio Domingo Burgueño Miguel, Punta del Este |
| 18 stycznia 200823:10 |          | 10:24 |           | Estadio Domingo Burgueño Miguel, Punta del Este |

## Faza pucharowa

### Plate
|  |                  |           |           |                   |    |       |       |       |
|  | Półfinały        | Półfinały | Półfinały |                   |    | Finał | Finał | Finał |
|  | Półfinały        | Półfinały | Półfinały |                   |    | Finał | Finał | Finał |
|  | 19 stycznia 2008 |           |           |                   |    |       |       |       |
|  |                  |           |           |                   |    |       |       |       |
|  | Chile            | Chile     | 19        |                   |    |       |       |       |
|  | Chile            | Chile     | 19        | 19 stycznia 2008  |    |       |       |       |
|  | Peru             | Peru      | 0         |                   |    |       |       |       |
|  | Peru             | Peru      | 0         |                   |    | Chile | Chile | 7     |
|  | 19 stycznia 2008 |           |           |                   |    | Chile | Chile | 7     |
|  |                  |           | Kolumbia  | Kolumbia          | 17 |       |       |       |
|  | Kolumbia         | Kolumbia  | Kolumbia  | Kolumbia          | 17 | 31    |       |       |
|  | Kolumbia         | Kolumbia  |           |                   |    |       |       |       |
|  | Paragwaj         | Paragwaj  | 0         |                   |    |       |       |       |
|  | Paragwaj         | Paragwaj  | 0         | Mecz o 3. miejsce |    |       |       |       |
|  |                  |           |           |                   |    |       |       |       |
|  | 19 stycznia 2008 |           |           |                   |    |       |       |       |
|  |                  |           |           |                   |    |       |       |       |
|  | Peru             | Peru      | 15        |                   |    |       |       |       |
|  | Peru             | Peru      | 15        |                   |    |       |       |       |
|  | Paragwaj         | Paragwaj  | 10        |                   |    |       |       |       |
|  | Paragwaj         | Paragwaj  | 10        |                   |    |       |       |       |

| 19 stycznia 200817:05 | Chile | 19:0 | Peru | Estadio Domingo Burgueño Miguel, Punta del Este |
| 19 stycznia 200817:05 |       | 19:0 |      | Estadio Domingo Burgueño Miguel, Punta del Este |

| 19 stycznia 200817:30 | Kolumbia | 31:0 | Paragwaj | Estadio Domingo Burgueño Miguel, Punta del Este |
| 19 stycznia 200817:30 |          | 31:0 |          | Estadio Domingo Burgueño Miguel, Punta del Este |

| 19 stycznia 200818:45 | Chile | 7:17 | Kolumbia | Estadio Domingo Burgueño Miguel, Punta del Este |
| 19 stycznia 200818:45 |       | 7:17 |          | Estadio Domingo Burgueño Miguel, Punta del Este |

| 19 stycznia 200818:20 | Peru | 15:10 | Paragwaj | Estadio Domingo Burgueño Miguel, Punta del Este |
| 19 stycznia 200818:20 |      | 15:10 |          | Estadio Domingo Burgueño Miguel, Punta del Este |

### Cup
|  |                  |           |           |                   |   |          |          |       |
|  | Półfinały        | Półfinały | Półfinały |                   |   | Finał    | Finał    | Finał |
|  | Półfinały        | Półfinały | Półfinały |                   |   | Finał    | Finał    | Finał |
|  | 19 stycznia 2008 |           |           |                   |   |          |          |       |
|  |                  |           |           |                   |   |          |          |       |
|  | Brazylia         | Brazylia  | 24        |                   |   |          |          |       |
|  | Brazylia         | Brazylia  | 24        | 19 stycznia 2008  |   |          |          |       |
|  | Wenezuela        | Wenezuela | 0         |                   |   |          |          |       |
|  | Wenezuela        | Wenezuela | 0         |                   |   | Brazylia | Brazylia | 45    |
|  | 19 stycznia 2008 |           |           |                   |   | Brazylia | Brazylia | 45    |
|  |                  |           | Argentyna | Argentyna         | 0 |          |          |       |
|  | Urugwaj          | Urugwaj   | Argentyna | Argentyna         | 0 | 7        |          |       |
|  | Urugwaj          | Urugwaj   |           |                   |   |          |          |       |
|  | Argentyna        | Argentyna | 12        |                   |   |          |          |       |
|  | Argentyna        | Argentyna | 12        | Mecz o 3. miejsce |   |          |          |       |
|  |                  |           |           |                   |   |          |          |       |
|  | 19 stycznia 2008 |           |           |                   |   |          |          |       |
|  |                  |           |           |                   |   |          |          |       |
|  | Wenezuela        | Wenezuela | 15        |                   |   |          |          |       |
|  | Wenezuela        | Wenezuela | 15        |                   |   |          |          |       |
|  | Urugwaj          | Urugwaj   | 5         |                   |   |          |          |       |
|  | Urugwaj          | Urugwaj   | 5         |                   |   |          |          |       |

| 19 stycznia 200815:50 | Brazylia | 24:0 | Wenezuela | Estadio Domingo Burgueño Miguel, Punta del Este |
| 19 stycznia 200815:50 |          | 24:0 |           | Estadio Domingo Burgueño Miguel, Punta del Este |

| 19 stycznia 200816:15 | Urugwaj | 7:12 | Argentyna | Estadio Domingo Burgueño Miguel, Punta del Este |
| 19 stycznia 200816:15 |         | 7:12 |           | Estadio Domingo Burgueño Miguel, Punta del Este |

| 19 stycznia 200820:35 | Brazylia | 45:0 | Argentyna | Estadio Domingo Burgueño Miguel, Punta del Este |
| 19 stycznia 200820:35 |          | 45:0 |           | Estadio Domingo Burgueño Miguel, Punta del Este |

| 19 stycznia 200820:10 | Wenezuela | 15:5 | Urugwaj | Estadio Domingo Burgueño Miguel, Punta del Este |
| 19 stycznia 200820:10 |           | 15:5 |         | Estadio Domingo Burgueño Miguel, Punta del Este |

## Klasyfikacja końcowa
| Miejsce | Reprezentacja | Uwagi            |
| ------- | ------------- | ---------------- |
| 1       | Brazylia      | awans na PŚ 2009 |
| 2       | Argentyna     | -                |
| 3       | Wenezuela     | -                |
| 4       | Urugwaj       | -                |
| 5       | Kolumbia      | -                |
| 6       | Chile         | -                |
| 7       | Peru          | -                |
| 8       | Paragwaj      | -                |